# Une cible dans le dos

Une cible dans le dos est un téléfilm français écrit par Simon Jablonka (d'après un roman de André Caroff) et réalisé par Bernard Uzan en 2010, diffusé pour la première fois le 19 février 2011 sur France 3.

## Synopsis
Christian a 50 ans. Veuf, il est devenu désabusé et cynique. Il souhaite mettre fin à ses jours mais ne trouve pas le courage de franchir le pas. Pour ce faire, il décide de recourir aux services d'un tueur à gages en se désignant lui-même pour cible. Entre-temps, il fait la connaissance de Mona, une femme divorcée dont il s'éprend. Mais il ne parvient pas à mettre un terme au contrat...

## Fiche technique
- Réalisateur : Bernard Uzan
- Scénario : Simon Jablonka, adapté du roman d'André Caroff
- Musique originale : Laurent Sauvagnac et Stéphane Zidi
- Photographie : Daniel Guinand
- Montage : Laurence Hennion
- Création des décors : Pascal Déprée
- Créations des costumes : Christine Longelin
- Coordination des cascades : Alain Brochery
- Société(s) de production : Galaxy Films, To Do Today Productions (co-production), France Télévision
- Pays :  France
- Genre : Film dramatique
- Durée : 90 min
- Année de production : 2010
- Date de 1re diffusion : 19 février 2011 sur France 3

## Distribution
- Bernard Le Coq : Christian
- Alexandra Vandernoot : Mona
- Jean-Louis Tribes : Dimitri
- Magid Bouali : Abderhamane
- Thierry Rode : Hector Lamberto
- Thomas Baelde : Alex
- Franck Andrieux : Lieutenant de Police
- Baptiste Maalem : enfant 1